# ZAZA (企業)
ZAZA株式会社（ザザ、英語: ZAZA, Inc.）は、愛知県名古屋市に本社を置き、旅行領域や製造業領域でIT事業を展開する日本の企業。

## 概要
2017年に名古屋大学在籍中に永津豪・村瀬裕太らが設立した大学発ベンチャー。
食体験・料理教室マッチングプラットフォーム「airKitchen」や産業用製品メーカー・代理店の比較検索サービス「Metoree (メトリー)」などのwebサービスを運営する。
提供サービス「airKitchen」や「Metoree」では、積極的に海外展開を実施しており、2022年現在、Metoreeは、アメリカ・インド・イギリス・オーストラリア・フィリピン・南アフリカなど海外にも展開されている。

## 沿革
- 2017年
  - 7月 ZAZA株式会社設立
- 2018年
  - 1月 CVGキャンパスベンチャーグランプリ中部大会　大賞受賞
  - 3月 CVGキャンパスベンチャーグランプリ全国大会　日刊工業新聞賞受賞[6]
  - 9月 名古屋大学公認ベンチャー認定[7]
  - 12月 滋賀県大津市、NECネッツエスアイと業務提携[8]
- 2019年
  - 6月 日本政策金融公庫より資金調達を実施[9]
- 2020年 
  - 2月 株式会社アクティビティジャパン(HISグループ)と業務提携[10]
  - 3月 観光庁へ令和3年度観光戦略を提言
- 2022年
  - 10月 Metoree アメリカ展開開始[11]
  - 10月 Metoree インド展開開始[12]
  - 11月 Metoree フィリピン展開開始[13]
- 2023年
  - 5月 Metoree スペイン展開開始[14]
  - 5月 Metoree ドイツ展開開始[15]
  - 5月 Metoree フランス展開開始[16]
  - 11月 Metoree 韓国展開開始
- 2025年
  - 3月 JR南武線・鶴見線の全車両で広告を掲載[17]
  - 3月 JR東京駅で駅広告掲載[18]
  - 4月 愛知・岐阜・三重の東海エリアでテレビCMを開始[19]
  - 4月 東京・神奈川・千葉・埼玉・茨城・栃木・群馬の関東エリアでもテレビCMを開始[20][21]

## 主な事業
旅行プラットフォーム事業
- airKitchen

製造業DX事業
- Metoree

## スポンサー
学術・教育領域への寄付やスポンサー活動を積極的に行っている。
- NECグリーンロケッツ東葛[23]
- PFUブルーキャッツ[22]
- 横浜ビー・コルセアーズ [24]
- オービックシーガルズ[25]
- Vue.js[26]
- 名古屋大学「工学特定基金」
- 東北大学基金「博士課程支援基金」
- 大阪大学未来基金「フレキシブル3D実装技術開発支援事業基金」

## 取引先
- 株式会社クラレ[27]
- 旭化成株式会社
- オムロン株式会社
- ヤマハ発動機株式会社
- 株式会社電通
- 横河電機株式会社
- カシオ計算機株式会社
- 東邦ガス株式会社
- キヤノンマーケティングジャパン株式会社
- ローム株式会社
- 株式会社島津製作所
- 大日本印刷株式会社
- ミズノ株式会社
- 株式会社日本触媒
- CKD株式会社
- 株式会社椿本チエイン
- タツタ電線株式会社
- 日東金属工業株式会社
- パナソニック プロダクションエンジニアリング株式会社
- 古河電池株式会社
- 東レ株式会社
- コダック合同会社
- 理想科学工業株式会社
- ライカマイクロシステムズ株式会社
- IMV株式会社
- Digi-Key Electronics 合同会社
- Mouser Japan合同会社
- アールエスコンポーネンツ株式会社

## 出演メディア
- スッキリ[28]
- ヒルナンデス[29]
- チャント！[30][31]
- キモイリ！[32]
- ニュースONE[33]
- サンデージャーナル[34]
- グッとラック[35]
- AI・DOL PROJECT[36]
- みみよりライブ５ＵＰ！[37]
- simple style-ｵﾋﾙﾉｵﾄ-[38]
- 報道ランナー[39]
- スーパーJチャンネルえひめ[40]
- Tokyo Morning Radio[41]
- Tokyo FM Blue Ocean[42]
- NHKワールド[43]